# 桃園石易
桃園石易男子排球隊，前身為中堃獵鷹男子排球隊，目前參賽於企業排球聯賽。於2014年，球隊成立，球員以中原大學為主體，在企業十年以中堃窯業男子排球隊為名加入企業聯賽，在企業十一年更名為中堃獵鷹男子排球隊，也找來巴西籍洋將丹尼爾(Daniel de Souza Maciel)，成為企排當年度唯二有洋將的球隊。企業十三年，球隊改由石易公司接手，並接受桃園市政府冠名贊助，更名為桃園石易男子排球隊。於2018年退出企業排球聯賽，此後也未再參賽。

## 隊職員名單

### 企業十二年
- 領隊：邱俊旭
- 執行教練：陳克舟
- 教練：鄭逸翔
- 管理：林國全
- 球員：
  - 舉球員：12 高得益、20 黃仁威
  - 主攻手：7 黃建銘(隊長)、1 曾弘仁、18 許紋誠
  - 快攻手：2 張良皓、6 呂姜耀凱、8 劉委侃、11 梁志瑄
  - 副攻手：13 黃鈞璟
  - 自由球員：9 董力億、19 陳顥文